# Hyalotheles dimerosperma
Hyalotheles dimerosperma är en svampart som beskrevs av Speg. 1908. Hyalotheles dimerosperma ingår i släktet Hyalotheles och familjen Elsinoaceae.   Inga underarter finns listade i Catalogue of Life.